# Logika filozoficzna
Logika filozoficzna to dział filozofii zajmujący się: 
- Filozoficznymi problemami logiki,
- Zastosowaniem logiki do zagadnień filozoficznych,
- Zagadnieniami filozofii języka.

Dla realizacji pierwszego celu szczególne znaczenie ma badanie i stosowanie niektórych logik nieklasycznych, takich jak logiki modalnej, która bada pojęcia konieczności i możliwości oraz jej wariantu, czyli logiki epistemicznej, która formalizuje pojęcia wiedzy oraz przekonania. 
Wśród zagadnień podejmowanych w ramach filozofii logiki wymienić można problem właściwości logiki - tj. pytanie o to, która logika jest właściwa. 
Do zagadnień filozofii języka, które leżą w zakresie logiki filozoficznej należy, m.in.: 
- problem formy logicznej zdań języka naturalnego
- analiza pojęć znaczenia, presupozycji, implikatury.

Arystoteles, podjął problemy zaliczane obecnie do logiki. Zajmował się m.in. tym co obecnie nazywa się sylogistyką modalną, stworzył pierwszy systematyczny opis podstawowych praw myślenia oraz podejmował zagadnienia wartości logicznej zdań o przyszłości. Inny grecki filozof - Chryzyp w swoich badaniach nad logiką zdań wprowadził jako pierwszy pojęcie ścisłej implikacji. 
Logika filozoficzna osiągnęła rozkwit w średniowieczu. Jednak prawdziwy renesans przyniósł jej wiek XX. Pojawiły się pierwsze opracowania logik nieklasycznych (logika wielowartościowa Jana Łukasiewicza i Emila Posta) i systemów Leśniewskiego. Zaczęto badać antynomie semantyczne i rozwijać teorię desykrypcji Russella, teorię mnogości oraz dowiedziono twierdzenia Gödla.
Nie bez znaczenia okazał się także wpływ empiryzmu logicznego, który postulował potrzebę logicznej rekonstrukcji wyników nauk przyrodniczych. W związku z tym postulatem, w ramach logiki filozoficznej zaczęto zajmować się zagadnieniem formalizacji teorii naukowych. 
Wielki przełom w logice filozoficznej przyniosły lata pięćdziesiąte XX w. Szczególne znaczenie miało powstanie semantyki indeksowej. Dzięki pracom Ruth Barcan Marcus, Rudolfa Carnapa, Stiga Kangera, Jaakko Hintikki oraz Richarda Montague semantyka indeksowa znalazła zastosowanie w logikach modalnych, logikach temporalnych, logikach epistemicznych oraz w pragmatyce logicznej. Od lat pięćdziesiątych datuje się także rosnące zainteresowanie klasyczną problematyką filozoficzną, która okazuje się być w wielu wypadkach blisko związana z filozofią logiki - warto wspomnieć tu o zagadnienich: 
- esencjalizmu,
- przyczynowości (którą analizuje się często w terminach kontrfaktycznych okresów warunkowych),
- możliwości redukcji własności mentalnych do własności fizycznych (wykorzystywane jest tu pojęcie superweniencji).

Oryginalnym wkładem polskim do logiki filozoficznej jest logika niefregowska Romana Suszki oraz logika pytań Andrzeja Wiśniewskiego. Od kilkudziesięciu lat najważniejsze prace z dziedziny logiki filozoficznej ukazują się w piśmie 'Journal of Philosophical Logic' wydawanym przez Kluwer Academic Publishers.